# Mordialloc
Mordialloc est un quartier de la banlieue de Melbourne en Victoria, situé à 25 km à l'est du centre de Melbourne et peuplé de 7 524 habitants.

## Histoire
Le nom de cette ville vient du terme aborigène moordy yallock qui signifie crique boueuse.

## Sources
- (en) Cet article est partiellement ou en totalité issu de l’article de Wikipédia en anglais intitulé « Mordialloc, Victoria » (voir la liste des auteurs).